# Lista Kisiela

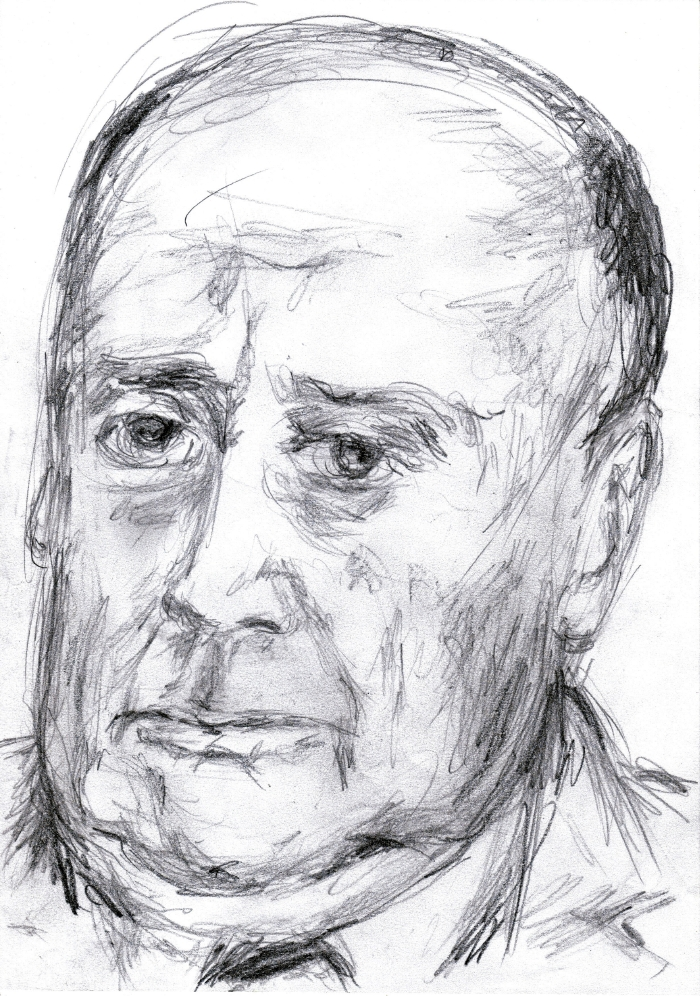
Stefan Kisielewski

Lista Kisiela – pozbawiona komentarza lista nazwisk, zatytułowana „Moje typy”, ukazała się zamiast zwyczajowego felietonu Stefana Kisielewskiego z cyklu „Widziane inaczej” w numerze „Tygodnika Powszechnego” z 2 grudnia 1984.
Lista ta była reakcją Kisielewskiego na ataki ze strony dziennikarzy proreżimowych, „tych, którzy (według Kisielewskiego) służą rosyjskiej racji stanu, definiując ją lepiej nawet niż sami Rosjanie”. W 2008 roku do listy nawiązał Adam Michnik, publikując analogiczny felieton.

## Osoby
Na liście znaleźli się:

- Tadeusz Barzdo
- Maksymilian Berezowski
- Andrzej Bilik
- Ewa Boniecka
- Zygmunt Broniarek
- Marian Dobrosielski
- Ryszard Drecki
- Grażyna Dziedzińska
- Stanisław Głąbiński
- Eugeniusz Guz
- Rudolf Hoffman
- Marek Jaworski
- Tadeusz Jackowski
- Zdzisław Kamiński
- Aleksandra Kedaj
- Waldemar Kedaj
- Zbigniew Kot
- Ignacy Krasicki
- Zbigniew Leśnikowski
- Jerzy Lobman
- Anna Lulińska
- Daniel Luliński
- Włodzimierz Łoziński
- Franciszek Nietz
- Witold Olszewski
- Anna Piasecka
- Marian Podkowiński
- Zbigniew Ramotowski
- Zbigniew Safjan
- Zygmunt Słomkowski
- Janusz Stefanowicz
- Krystyna Szelestowska
- Karol Szyndzielorz
- Jerzy Tepli
- Jerzy Urban
- Maria Wągrowska
- Ryszard Wojna
- Grzegorz Woźniak
- Henryk Zdanowski
- Włodzimierz Żrałek